# Russell (Iowa)
Russell és una població dels Estats Units a l'estat d'Iowa. Segons el cens del 2000 tenia 559 habitants.

## Demografia
Segons el cens del 2000, Russell tenia 559 habitants, 239 habitatges, i 144 famílies. La densitat de població era de 207,5 habitants/km².
Dels 239 habitatges en un 29,3% hi vivien nens de menys de 18 anys, en un 50,2% hi vivien parelles casades, en un 6,7% dones solteres, i en un 39,7% no eren unitats familiars. En el 33,1% dels habitatges hi vivien persones soles el 19,7% de les quals corresponia a persones de 65 anys o més que vivien soles. El nombre mitjà de persones vivint en cada habitatge era de 2,34 i el nombre mitjà de persones que vivien en cada família era de 2,97.
Per edats la població es repartia de la següent manera: un 27% tenia menys de 18 anys, un 6,8% entre 18 i 24, un 24% entre 25 i 44, un 19,3% de 45 a 60 i un 22,9% 65 anys o més.
L'edat mediana era de 40 anys. Per cada 100 dones de 18 o més anys hi havia 92,5 homes.
La renda mediana per habitatge era de 28.125 $ i la renda mediana per família de 29.688 $. Els homes tenien una renda mediana de 26.094 $ mentre que les dones 16.406 $. La renda per capita de la població era de 13.093 $. Entorn del 16,5% de les famílies i el 23,6% de la població estaven per davall del llindar de pobresa.

## Poblacions més properes
El següent diagrama mostra les poblacions més properes.